# PGC 52404
LEDA/PGC 52404 ist eine linsenförmige Galaxie vom Hubble-Typ S0-a im Sternbild Bärenhüter am Nordsternhimmel. Sie ist schätzungsweise 305 Millionen Lichtjahre von der Milchstraße entfernt.